# Joyce Mijnheer
Joyce Mijnheer (Dedemsvaart, 9 september 1992) is een Nederlands voetbalster die tot de zomer van 2016 onder contract stond bij PEC Zwolle. Tussen 2008 en 2012 kwam ze uit voor FC Twente.

## Carrière

### Jeugd
Mijnheer begon haar voetbalcarrière bij SCD '83. Ze speelde daar tot de zomer van 2008. Hierna ging ze bij FC Twente in de jeugd voetballen. Met de B3 van de voetbalacademie kwam ze uit in competitieverband.

### FC Twente

#### Debuut
Op 28 maart 2009 maakte Mijnheer haar debuut voor FC Twente. In de tweede ronde van de KNVB beker speelde ze de gehele wedstrijd die met 2-0 gewonnen werd tegen HZVV. Ze werd echter nog niet definitief overgeheveld naar het eerste elftal. 

#### Belofte-elftal
In seizoen 2009/10 komt Mijnheer uit voor het belofte-elftal van de club, dat onder de naam vv ATC '65 uitkomt in de Eerste Klasse B. Na negentien duels miste ze maar één duel vanwege een blessure en scoorde ze in zeventien van de achttien gespeelde wedstrijden. In totaal scoorde ze 35 treffers. Haar elftal werd kampioen en wist via de play-offs promotie af te dwingen naar de Hoofdklasse. Zelf kreeg ze te horen dat ze per seizoen 2010/11 deel uitmaakt van het eerste elftal.

#### Eerste elftal
Ze speelde in haar eerste volledige seizoen 17 duels en scoorde eenmaal. Daarnaast veroverde ze de landstitel met de club. In haar tweede seizoen kwam Mijnheer wederom 17 duels in actie en was ditmaal vier keer trefzeker. Toch moest ze voornamelijk genoegen nemen met een rol als invaller. Na dat jaar besloot ze te stoppen omdat ze topsport niet meer met haar studie kon combineren.

## Carrièrestatistieken
| Seizoen                    | Club            | Land            | Competitie          | Competitie | Competitie | Beker | Beker | Internationaal | Internationaal | Overig | Overig | Totaal | Totaal |
| Seizoen                    | Club            | Land            | Competitie          | Wed.       | Dlp.       | Wed.  | Dlp.  | Wed.           | Dlp.           | Wed.   | Dlp.   | Wed.   | Dlp.   |
| -------------------------- | --------------- | --------------- | ------------------- | ---------- | ---------- | ----- | ----- | -------------- | -------------- | ------ | ------ | ------ | ------ |
| 2008/09                    | FC Twente       | Nederland       | Eredivisie          | 0          | 0          | 1     | 0     | –              | –              | –      | –      | 1      | 0      |
| 2009/10                    | FC Twente       | Nederland       | Eredivisie          | 0          | 0          | 0     | 0     | –              | –              | –      | –      | 0      | 0      |
| 2010/11                    | FC Twente       | Nederland       | Eredivisie          | 16         | 1          | 1     | 0     | –              | –              | –      | –      | 17     | 1      |
| 2011/12                    | FC Twente       | Nederland       | Eredivisie          | 15         | 3          | 2     | 1     | 0              | 0              | 0      | 0      | 17     | 4      |
| 2012/13                    | SCD '83         | Nederland       | Onbekend            | –          | –          | –     | –     | –              | –              | –      | –      | –      | –      |
| 2013/14                    | OZC             | Nederland       | Onbekend            | –          | –          | –     | –     | –              | –              | –      | –      | –      | –      |
| 2014/15                    | PEC Zwolle      | Nederland       | Women's BeNe League | 23         | 11         | 2     | 2     | –              | –              | –      | –      | 25     | 13     |
| 2015/16                    | PEC Zwolle      | Nederland       | Eredivisie          | 18         | 2          | 1     | 0     | –              | –              | –      | –      | 19     | 2      |
| Carrière totaal            | Carrière totaal | Carrière totaal | Carrière totaal     | 72         | 17         | 7     | 3     | 0              | 0              | 0      | 0      | 79     | 20     |
| Bijgewerkt tot 23 mei 2016 |                 |                 |                     |            |            |       |       |                |                |        |        |        |        |

## Erelijst

### MetFC Twente
| Nationaal     |    |         |
| Landskampioen | 1x | 2010/11 |